# Michal Wittmann
Michal Wittmann (*1950 Sokolov) je bývalý předseda Asociace česko-slovensko-lucemburského přátelství, krajanského sdružení Čechů a Slováků žijících v Lucemburském velkovévodství.
Wittmann působil od roku 1999 do roku 2006 jako honorární konzul České republiky v Lucembursku. V současné době je ředitelem společnosti LGT Trust.

## Osobní život
Michal Wittmann se narodil roku 1950 v Sokolově. Roku 1968 maturoval na místním gymnáziu a nastoupil na Právnickou fakultu Univerzity Karlovy v Praze. Pro nesouhlas s invazí vojsk Varšavské smlouvy se rozhodl z Československa odejít. Učinil tak prostřednictvím žádosti o výjezdní doložku na krátký turistický pobyt ve Francii v prosinci roku 1968. Ve Francii již zůstal, později získal stipendium ke studiu na Bruselské a Lovaňské univerzitě.
Michal Wittmann je ženatý s akademickou malířkou Ivou Mrázkovou, současnou honorární konzulkou České republiky v Lucembursku, s níž má dva dospělé syny.

## Ocenění
V roce 2015 získal ocenění Gratias Agit, kterou uděluje ministr zahraničních věcí České republiky.